# Renato Borghetti
Renato Borghetti, (Porto Alegre, 1963. július 23. –) brazil népzenész, harmonikás, énekes, zeneszerző olasz és német őseivel. A Música Gaúcha fontos képviselője. Gyakran kamara- és szimfonikus zenekarok társaságában más műfajokat is játszott, dzsesszt és a klasszikus zenét is. Számos díjat nyert fesztiválokon, és olyan zenészekkel lépett színpadra, mint Luiz Gonzaga, Adriana Calcanhoto, Stéphane Grappelli, Hermeto Pascoal, Ron Carter, Leon Russel, Edgar Winter.

## Pályafutása
Renato Borghetti tízéves korában kezdett harmonikázni, miután édesapjától egy nyolcbillentyűs harmonikát kapott (gaita ponto). Attrakcióvá vált az apja által vezetett Gaucho Hagyományok Központjában. 15 évesen volt első profi fellépése egy jelentős regionális fesztiválon Rio Grande do Sulban.
Állatorvosnak tanult, és mellette folytatta a zenélést.
Borghetti első albuma, a Gaita-Ponto (1984) az első brazil instrumentális album, amely aranylemez lett, és 130 000 példányban kelt el. A színpadán volt Dominguinhos, Sivuca és Luiz Gonzaga, valamint Stéphane Grappelli, Ron Carter és Hermeto Pascoal.
Borghetti bejárta egész Brazíliát, 1987 óta pedig Közép-Európát és Olaszországot, egy szezont pedig New Yorkban játszott. Kétszer szerepelt a Free Jazz Fesztiválon (São Paulo), valamint szólistaként több szimfonikus és kamarazenekarral is fellépett, például az Orquestra Sinfonica de Porto Alegre-vel.
2009-ben fellépett a World Music Expo-n. Az utóbbi években Yamandu Costa gitárossal is fellépett. Közös albumukat, a Borghetti-Yamandu-t 2018-ban Latin Grammy-díjra jelölték.

## Albumok
- 1984: Gaita Ponto
- 1985: Renato Borghetti
- 1987: Renato Borghetti
- 1988: Esse tal de Borghettinho
- 1989: Renato Borghetti
- 1990: O Melhor de Renato Borghetti
- 1991: Borghetti: Continental
- 1992: Pensa que Berimbau é Gaita?
- 1993: Renato Borghetti
- 1993: Instrumental no CCBB (with Hermeto Paschoal)
- 1994: Accordionist
- 1995: As 20 Melhores de Renato Borghetti
- 1996: Gaúcho
- 1998: Gauderiando
- 1999: Ao Ritmo de Tio Bilia
- 2001: Paixão no Peito
- 2002: Ao Vivo em Viena
- 2002: Umberto Petrin & Renato Borghetti
- 2002: SESC São Paulo: A Música Brasileira Deste Século Por Seus Autores e Intérpretes
- 2005: Gaitapontocom
- 2005: Gaúchos (Quinton Recorde Viena)
- 2007: Fandango
- 2011: Andanças: Live in Brussels
- 2016: Gaita na Fábrica: Sounds from the Squeezebox Factory

## Díjak
- 2005: Latin Grammy-díj – Best Brazilian Roots Album

## Fordítás
Ez a szócikk részben vagy egészben  a   Renato Borghetti című német Wikipédia-szócikk ezen változatának fordításán alapul.  Az eredeti cikk szerkesztőit annak laptörténete sorolja fel. Ez a jelzés csupán a megfogalmazás eredetét és a szerzői jogokat jelzi, nem szolgál a cikkben szereplő információk forrásmegjelöléseként.